# 성 노동
성 노동은 "물리적 보상을 위해 성 서비스, 공연 또는 제품을 교환하는 것이다. 여기에는 구매자와 판매자 간의 직접적인 신체 접촉과 간접적인 성적 자극이 포함된다." 성 노동은 자발적인 성 거래만을 의미한다. 따라서 이 용어는 인신매매 및 아동 성매매과 같은 기타 강제적이거나 합의되지 않은 성적 거래를 의미하지 않는다. 거래는 법적 연령과 동의할 수 있는 정신적 능력이 있는 동의한 성인 사이에 이루어져야 하며 지불 이외의 어떠한 강제 수단 없이 이루어져야 한다. 이 용어는 이러한 유형의 작업의 노동 및 경제적 의미를 강조한다. 또한 일부는 이러한 서비스 판매자에게 더 많은 대리인을 부여하기 때문에 용어 사용을 선호한다.
일부 성 노동의 법적 지위와 성 노동과 관련된 낙인으로 인해 인구에 접근하기가 어렵다. 따라서 이 주제에 대한 학문적 연구는 상대적으로 거의 이루어지지 않았다. 게다가, 성 노동에 관한 대다수의 학술 문헌은 성매매에 초점을 맞추고 있으며, 덜하지만 이국적인 춤에 초점을 맞추고 있다. 다른 형태의 성 노동에 대한 연구는 거의 없다. 이러한 결과가 반드시 다른 형태의 성노동으로 일반화될 수는 없다. 그럼에도 불구하고 성 노동과 그 개인적이고 경제적인 성격에 대한 문서화된 오랜 역사가 있다.

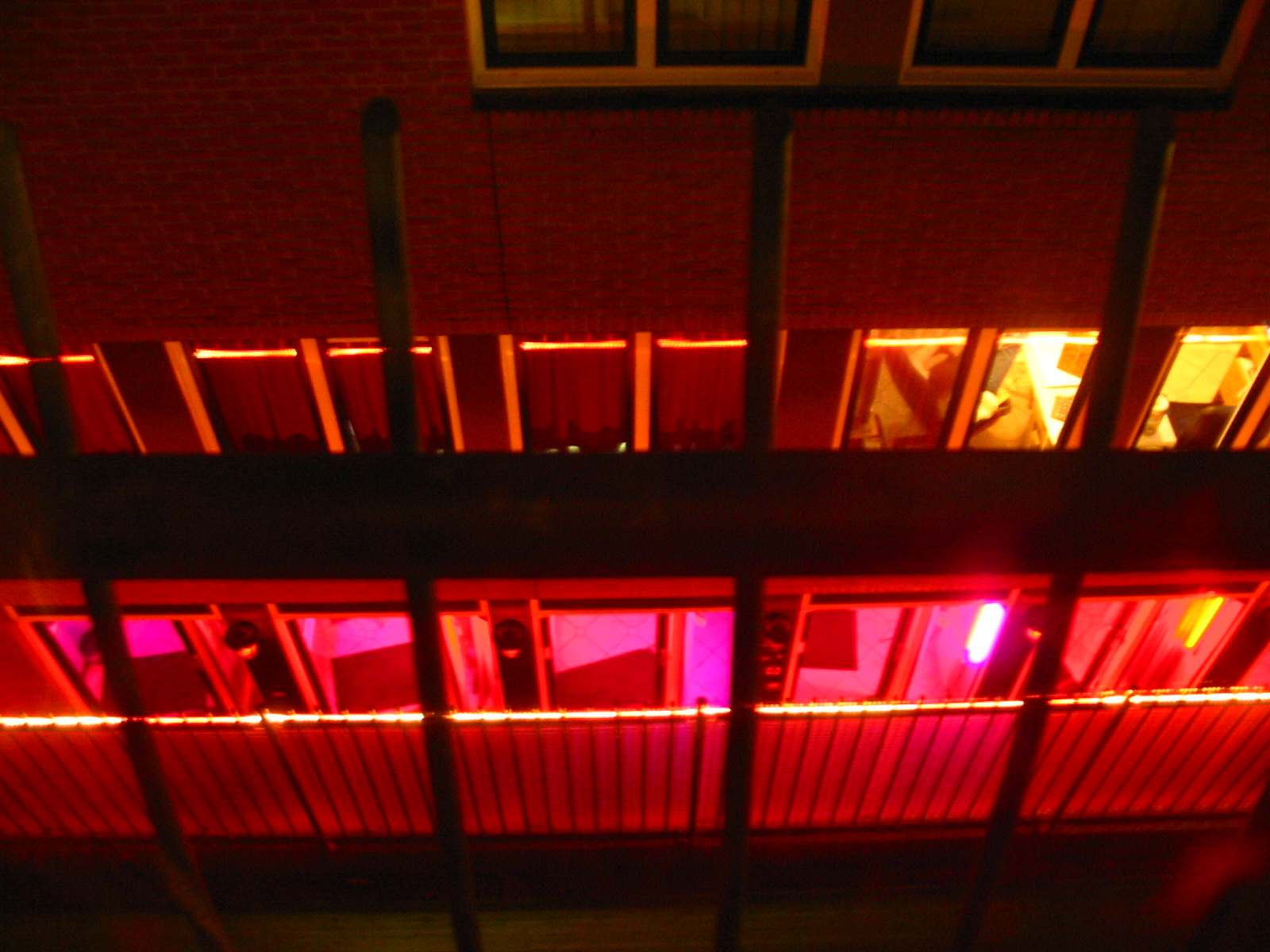
암스테르담 홍등가

## 유형
2004년에 Medline에서 681개의 "성매매" 기사에 대한 검색 및 검토를 수행하여 임의의 범주를 사용하는 성노동 유형의 글로벌 유형을 생성했다. 성노동 전반에 대한 보다 체계적인 이해를 돕기 위해 25개의 성노동 유형을 식별하였다. 성매매는 다양한 유형의 직접 및 간접 성매매을 포함하여 형태와 사회적 맥락에 따라 다르다. 본 연구는 성노동자의 건강과 안전을 개선하기 위해 실시한 것이다.
성 노동의 유형에는 다양한 합의된 성 서비스 또는 에로틱한 공연이 포함되며, 고객과의 다양한 신체적 접촉 이 포함된다.
- 웹캠 모델링 및 음란물 모델링 . 전자는 종종 camming 사이트를 통해 이루어지며 후자는 성인 콘텐츠 구독 서비스를 사용하거나 사용하지 않을 수 있다.[3][8]
- 이국적인 춤
- 벌거벗은 집사
- 폴댄스 .[9][3]
- 폰 섹스 교환원: 고객과 성적 지향적인 대화를 하고 구두로 성 역할극 을 할 수 있다.
- 고고 댄스
- 에로틱 댄스
- 네오 벌레스크
- 트와킹
- 스트립쇼 / 테이블 댄스
- 에로틱 마사지
- 연마
- 랩댄스
- 포르노 영화 연기
- 엿보기 공연자
- 에스코트 서비스 / 여자친구 체험 / 슈가베이비
- 성적 대리인 : 심리 분석가와 협력하여 고객과의 치료의 일환으로 성적 활동에 참여한다.[10]
- 거리 성매매
- 실내 성매매( 성매매업, 마사지 업소 관련 성매매, 바 또는 카지노 성매매)

## 법률 모델

비범죄화 - 성매매에 대한 형사처벌 없음
합법화(규제) - 성매매가 합법이며 규제됨
폐지주의 - 성매매 합법; 업소, 포주 등 조직적 활동 불법; 성매매 규제되지 않음
신-폐지주의(북유럽 모델) - 성 구매와 제3자 개입 불법, 성 판매 합법
금지주의 - 성매매 전면(판매와 구매) 불법
지방 법률에 따라 합법 여부 다름

완전한 범죄화 성 노동의  거래 성을 규제하기 위해 가장 널리 시행되는 법적 전략이다. 중국, 러시아 및 대부분의 아프리카 국가에서 전면적인 범죄화가 시행되고 있다. 각 주마다 고유한 형법 이 있는 미국에서는 완전한 접촉 성매매가 모든 곳에서 불법이며 콘돔을 사용한 성매매는 네바다 주 일부에서만 합법이다. 비접촉 성 노동은 회색이고 혼란스러운 영역이다. 완전한 범죄화에 따라 판매자, 구매자 및 관련된 모든 제3자는 형사 처벌을 받다. 여기에는 모든 위치 또는 물리적 환경에서 상업적인 섹스를 통해 이익을 얻는 모든 사람이 포함된다. 범죄화는 더 높은 비율의 성병, 파트너 폭력 및 경찰 괴롭힘과 관련이 있다. 법적 파급 효과에 대한 두려움은 성노동자들이 적절한 성 건강 관리 서비스를 찾는 것을 막고 피해자가 된 범죄를 보고하는 것을 방해할 수 있다. 휴먼라이츠워치( Human Rights Watch )에서 실시한 연구에 따르면, 범죄화는 성노동자들을 피해자로 내세우더라도 경찰에 의해 기소될 수 있는 소외된 위치와 능력으로 인해 강간, 살인, 차별에 더 취약하게 만든다.
부분 범죄화  동의한 두 당사자 간의 매매를 합법화하는 것은 허용하지만 성매매 업소 또는 거리 유흥과 같은 공공 장소 내에서 성을 상업적으로 판매하는 것은 금지한다. 이것은 성노동자들의 연합을 범죄화하여 그들이 덜 안전한 조건에서 혼자 일하도록 강요하는 의도하지 않은 결과를 초래한다. 부분 범죄화는 폐지론, 신폐지주의 및 스웨덴-북유럽 모델과 같은 다양한 법적 모델에서 시작된다.
합법화는 현재 남미, 호주, 유럽의 일부와 미국 네바다주의 특정 카운티에서 시행되고 있다. 네덜란드 암스테르담의 홍등가는 성 노동의 모든 측면이 정부에 등록되어 있는 한 허용되는 완전한 합법화의 예이다. 등록 절차는 종종 비싸고 시간이 많이 걸리고 합법적인 거주가 필요하며 정기적인 건강 검진이 필요할 수 있기 때문에 가장 소외된 성노동자들은 규정을 준수할 수 없기 때문에 불법으로 남아 있어야 하며 일반적으로 더 적은 비용을 청구해야 한다. 이것은 소수자 그룹, 이민자 및 저소득 근로자에게 가장 일반적이다.
비범죄화는 성노동자들이 가장 지지하는 해결책이다. 비범죄화는 성 노동 산업에 관련된 당사자를 범죄화하지 않는 유일한 법적 솔루션이며, 성노동에 합법적으로 참여할 수 있는 사람에 대한 제한도 없다. 성 노동을 비범죄화한다고 해서 인신매매를 규탄하는 법적 처벌이 사라지지는 않을 것이다. 성노동의 비범죄화가 인신매매를 조장할 것이라는 믿을 만한 증거는 없다. 뉴질랜드는 2003년 성매매 개혁법이 통과되면서 성노동을 비범죄화한 최초의 국가가 됐다. 이것은 성노동자들이 고객과 가장 많은 협상력을 가질 수 있기 때문에 가장 옹호하는 것이다. 법에 따라 완전한 보호를 받으며 임금, 보호 방법을 결정하고 폭력적인 범죄자로부터 자신을 보호할 수 있다. 성 노동은 현존하는 가장 오래된 직업 중 하나이며, 성 노동을 규제하기 위해 대부분의 지역에서 성 노동이 범죄화되지만, 그 직업은 시간이 지남에 따라 거의 변하지 않았다. 성매매에 종사하는 사람들은 성매매가 범죄화될 때 착취, 인신매매, 폭행 피해자가 될 가능성이 더 크다. 2015년 8월부터 인권 침해로부터 사람들을 보호하기 위해 정치적, 종교적, 경제적 이익이 없는 전 세계적인 운동인 국제앰네스티는 모든 국가에서 성노동을 비범죄화할 것을 요구하는 정책을 도입했다. 국제앰네스티는 이 정책에서 성노동을 비범죄화하면 성노동자들이 정부의 보호를 받으며 자율적으로 활동할 수 있도록 함으로써 성노동자의 건강과 안전을 증진함으로써 인신매매를 줄일 수 있다고 밝혔다. 이 정책은 WHO, UNAIDS, GAATW 및 기타 여러 국가로부터 전 세계적으로 많은 지지를 얻었지만 아직 보편적으로 채택되지는 않았다.

## 역사
다양한 형태의 성 노동은 고대부터 행해져 왔다. 가장 원시적인 사회에서도 성행위가 있었다고 보고된다. 성매매는 고대 이집트와 그리스에서 널리 퍼졌으며 다양한 사회경제적 수준에서 행해졌다. 그리스의 헤타에라( Hetaera )와 일본의 게이샤 (geisha)는 교제에 대한 높은 수준의 훈련으로 인해 사회의 권위 있는 구성원으로 여겨졌다. 성매매에 대한 태도는 역사적으로 변화해 왔다.

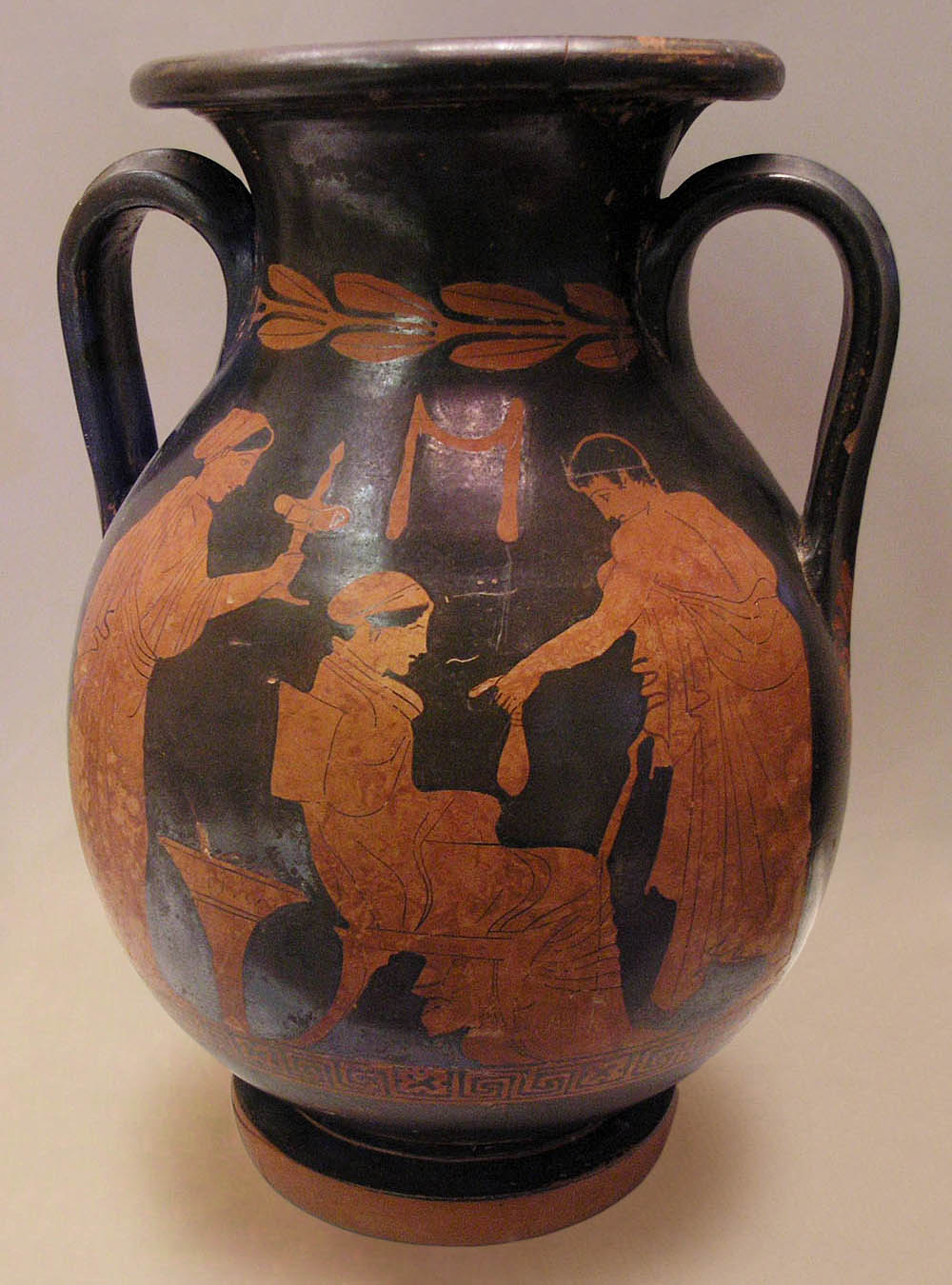
고대 그리스 항아리는 성매매부와 그녀의 고객을 묘사한다.

중세 시대에 성매매는 용인되었지만 축하되지는 않았다. 16세기 르네상스 와 개신교 종교개혁 이 되어서야 성매매에 대한 태도가 대대적으로 바뀌고 신체에 대한 규제가 더욱 강화되기 시작했다. 이러한 도덕적 개혁은 대부분 여성의 자율성을 제한하는 방향으로 진행되었다. 더욱이 성매매에 관한 규제의 시행은 빈곤층에게 불균형한 영향을 미쳤다.
성 노동은 미국에서 오랜 역사를 가지고 있지만 성매매를 규제하는 법률은 비교적 새롭다. 18세기에 성매매는 루이지애나에서 샌프란시스코까지 깊숙이 뿌리를 내렸다. 그 만연에도 불구하고 성매매부에 대한 태도는 부정적이었고 여러 번 적대적이었다. 당시 법은 성매매를 직접적으로 다루지 않았지만 법 집행 기관은 종종 성매매부를 표적으로 삼았다. 음란과 남색 에 대한 법률은 성 노동을 규제하기 위해 사용되었다. 19세기에 성노동자들이 외부 사회와 그에 상응하는 낙인으로부터 고립되어 일할 수 있는 공간을 찾기 위해 전국 주요 도시에서 홍등가가 형성되었다.

법의 모호성은 성매매부가 법원에서 투옥에 도전하는 것을 허용했다. 이 사건을 통해 성매매 여성은 그들의 직업에 대한 대중의 인정을 강요하고 그들의 권리와 재산을 변호했다. 성노동자들의 노력에도 불구하고, 성매매을 전면적으로 폐지하려는 사회 개혁가들은 20세기 초에 주목을 받기 시작했다. 새로운 법률은 술집이나 성매매 업소와 같이 성매매이 발생한 제3자 사업체에 초점을 맞추어 건물 내에서 발생한 활동에 대해 소유자에게 책임을 묻다. 홍등가가 폐쇄되기 시작했다. 마지막으로, 1910년에 Mann Act 또는 "White Slave Traffic Act"는 성매매을 다루는 최초의 연방법인 성매매 또는 기타 부도덕한 활동을 강요하는 행위를 불법으로 규정했다. 이 법안은 납치되어 성매매 업소에서 일하기 위해 미국으로 이송된 것으로 생각되지만 합의된 성노동에 참여하는 사람들을 범죄화한 유럽의 어린 소녀들을 다루기 위해 만들어졌다. 그 후 제1차 세계 대전이 시작될 때 해군 포고령에 따라 군대 기지와 가까운 곳에서 성 관련 사업을 폐쇄해야 했다. 제한과 노골적인 폭력으로 인해 노동자들이 자신의 일을 거의 통제하지 못하게 되었다. 이 외에도 1918년 체임벌린-칸 법(Chamberlain-Kahn Act )은 성병 (STI)에 감염된 여성을 정부에서 격리하도록 했다. 이 법안의 원래 목적은 미군 병사들 사이에 성병이 퍼지는 것을 막는 것이었다. 이 법에 따라 1915년까지 성매매부 또는 성매매부로 인식된 사람들은 성병 양성 판정을 받은 경우 중지, 검사 및 구금되거나 재활 시설로 보내질 수 있었다. 제 1차 세계 대전 중에 약 3,000명의 여성이 구금되어 조사를 받았다. 국가는 성노동자들을 합법적인 추방자로 만들었다. 대공황 기간 동안 뉴욕시의 흑인 여성은 성매매으로 체포된 사람의 50% 이상을 차지했다.
성 노동의 유형은 21세기에 확장되었다. 영화와 나중에 인터넷은 성 노동을 위한 새로운 기회를 제공했다. 1978년 성노동자이자 활동가인 캐롤 리( Carol Leigh )는 현재 사용되는 "성노동"이라는 용어를 만들었다. 그녀는 노동과 작품의 경제적 의미를 반영하는 용어를 만들어 포르노 반대 운동에 맞서려고 했다. 이 용어는 1980년대에 대중적으로 사용되었다. (베이스완). 1970년대와 80년대에 여성의 성적 자유와 성노동자의 권리 를 주장하기 위해 COYOTE (Call Off Your Old Tired Ethics) 및 기타 유사한 단체가 결성되었다. 일부는 성노동의 폐지를 주장하고 일부는 성노동의 수용과 권리를 위해 일하면서 오늘날에도 계속되고 있는 페미니즘 내에서 형성된 균열.
낙인은 커뮤니티의 한 명 이상의 구성원에게 부여되는 부정적이고 종종 경멸적인 아이디어와 레이블이다. 다양한 미디어 플랫폼을 통해 유통되는 성노동자에 대한 만연한 낙인은 고객 관계의 특성과 풍요로움으로 인해 성노동자를 "창녀"로 분류하는 "창녀" 낙인이다.
성노동자에 대한 미디어 내러티브의 역사는 성노동에 대해 미디어에 표시되는 가장 일반적인 세 가지 스토리라인을 산출하기 위해 연구되었다. 첫째, 성노동자들은 보균자이자 질병의 근원으로 보여진다. 둘째, 성노동은 심각도가 다양한 사회적 문제로 나타난다. 셋째, 성 노동은 거의 항상 미디어에서 야외에서 발생하는 것으로 묘사되어 성 노동을 더럽거나 공개적으로 연관시키는 부정적인 사회적 인식을 가중시킨다. 이 모든 이야기에서 우리는 일반적으로 다양한 연령대의 여성이 성노동자로 표시되고 남성이 포주, 고객 및 법 집행관의 권위 있는 역할로 묘사되는 젠더화된 계층 구조를 본다.
빅토리아 대학의 2006년 연구에 따르면 성노동에 대한 미디어 표현과 비교할 때 성노동자들의 직접적인 경험은 비슷하지 않다. 비록 정확하지 않지만 성노동에 대한 미디어의 묘사는 낙인을 영구화하고 뉴스 보도와 성노동에 대한 부정적인 인식에 영향을 주는 경직된 사회 문화적 스크립트에서 형성된다는 것이 밝혀졌다.
HIV/AIDS 전염병은 성노동자들에게 새로운 도전을 제시했다. 다른 사람들을 HIV/AIDS에 노출시키는 것을 범죄화하는 것은 성노동자들에게 상당한 영향을 미쳤다. 질병의 확산을 막기 위한 검사, 상담 및 물품을 제공하는 피해 감소 전략이 조직되었다. 이러한 경험 조직화는 사회 정의를 위한 미래의 행동을 촉진하는 데 도움이 되었다. 폭력의 위협은 많은 유형의 성노동에서 지속된다. 이국적인 댄서, 공중 보건 공무원 및 노동 관계자의 로비, 인권 기관과 같은 법적 유형의 성노동의 통합으로 많은 성노동자의 조건이 개선되었다. 그럼에도 불구하고 낙인 찍힌 인구를 지원하는 정치적 파급 효과는 성 노동을 조직하는 것을 어렵게 만든다. 이러한 어려움에도 불구하고 폭력에 반대하고 가시성과 권리를 강화하기 위한 조치가 수십만 명의 참가자를 끌어들이고 있다. 성매매에 종사하는 여성은 남성보다 낙인과 차별을 더 많이 경험한다. 이러한 낙인과 차별은 "성노동자"라는 직책의 부정적인 사회적 의미와 성노동자가 HIV 및 AIDS와 같은 성병에 더 많이 노출된다는 사회적 관점에 기인한다. 이러한 낙인은 사회가 성노동자와 상호작용하는 방식에 영향을 미친다. 2011년에 홍콩의 많은 성노동자들은 경찰이나 의료 관계자와 언어적 또는 신체적 학대를 가했다고 보고했으며, 이는 전반적인 건강에 부정적인 영향을 미치고 의료에 대한 불평등한 접근을 촉발했다.
COVID-19 대유행 동안 접촉 직업(여러 형태의 성 노동 포함)이 일부 국가에서 (일시적으로) 금지되었다. 이로 인해 유럽에서는 특정 형태의 성 노동이 감소했다. 또한 신체적 접촉을 필요로 하지 않는 성 노동(가상 성 서비스)이 더 많이 채택되었다. 신체적 접촉이 필요하지 않은 성노동의 예로는 웹캠 모델링 및 성인 콘텐츠 구독 서비스 (예: 온리팬). 일부 성노동자들은 그럼에도 불구하고 계속해서 일을 하고 있다. 일부 가상 성 서비스에는 공식 은행 계좌(또는 디지털 방식으로 돈을 받는 다른 수단 )와 개인 방이 필요할 수 있기 때문이다. COVID-19 전염병은 기존의 성노동자에 대한 소외, 불평등, 범죄화를 심화시켰다. 전염병과 관련된 전 세계 건강 위험이 증가함에 따라 성노동자들의 대면 서비스가 중단되어 이미 빈곤에 시달리는 인구에 더 많은 재정적 스트레스 요인이 되었다. COVID-19 규정은 특히 서류미비자, 트랜스젠더, 유색인종 등 사회적으로 불리한 성노동자들의 신체적, 재정적 안전에 더 많은 위협을 가했다.

## 성 노동 권한 부여

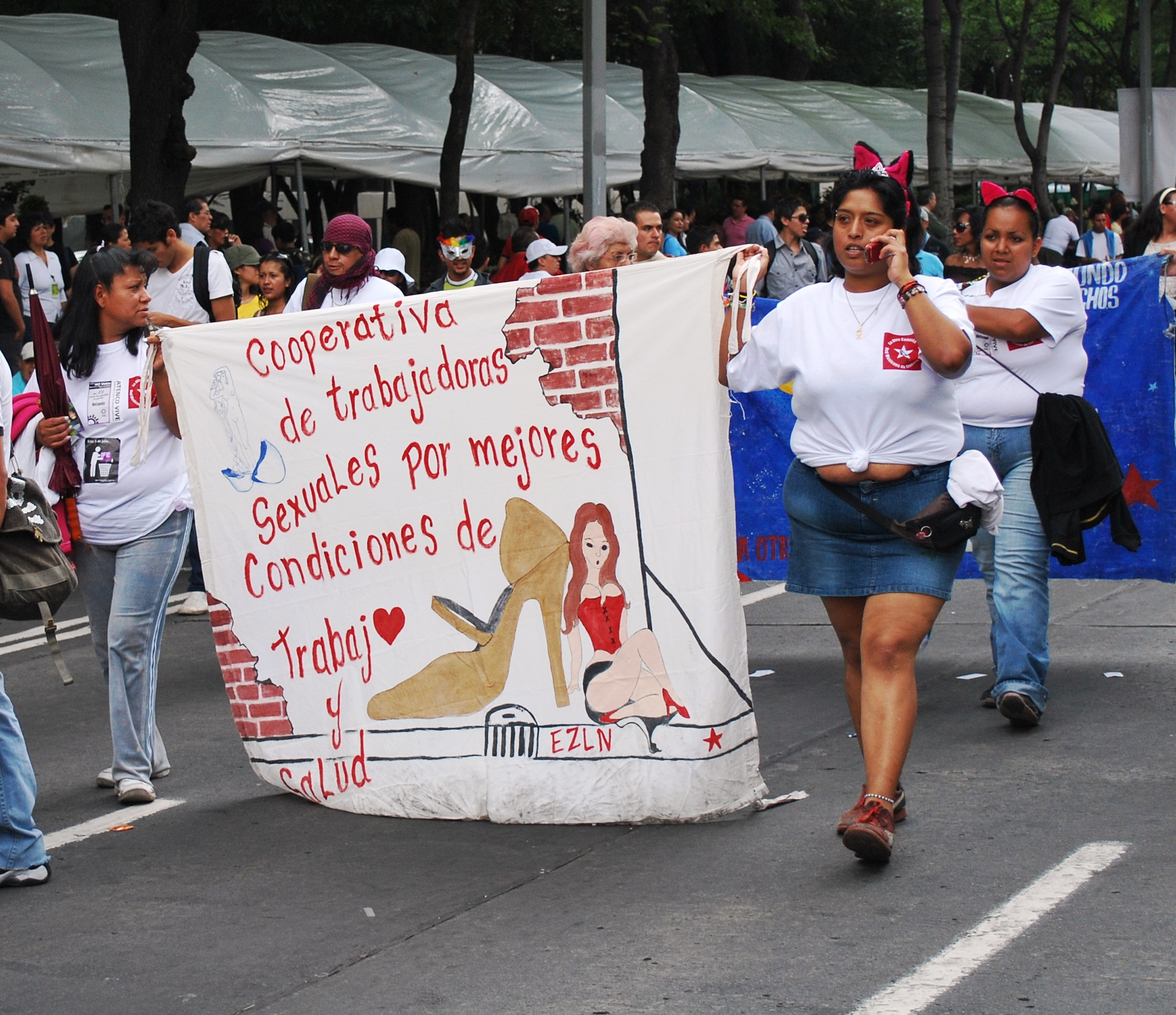
멕시코시티에서 열린 2009년 마르차 게이에서 더 나은 노동 조건을 위해 시위하는 성노동자들

### 성노동자에 대한 폭력을 종식하기 위한 국제의 날
Annie Sprinkle 박사와 성노동자 봉사활동 프로젝트 USA는 2003년 12월 17일 세계 성노동자에 대한 폭력을 종식하기 위한 날을 처음으로 준수했으며 지난 17년 동안 지속적으로 인정받고 있다. Sprinkle and Sex Workers Outreach Project USA는 워싱턴 시애틀에서 그린 리버 킬러의 희생자들을 기리기 위해 이 날을 처음으로 지켰고, 그 이후로 많은 성노동자들의 생명을 잃은 다른 도시들, 폭력을 경험하고 성노동자들에게 권한을 부여한다. 12월 17일 세계 성노동자에 대한 폭력 근절의 날은 전 세계의 증오범죄에 대한 주의를 환기시키며 사회정의단체는 성노동자 커뮤니티와 협력하여 추도식을 개최하고 폭력에 대한 인식을 제고하기 위한 조치를 취한다. 성 노동이 안전하고 범죄화되지 않은 관행이 되도록 트랜스 혐오, 외국인 혐오, 인종 차별주의, 마약 사용의 범죄화 및 성노동의 낙인에 대한 비난에 중점을 둔다.

### 성인 콘텐츠 구독 서비스
성인 콘텐츠 구독 서비스 (예: OnlyFans ) 소셜 미디어 제작자는 콘텐츠에 대한 대가를 받을 수 있다. 이 콘텐츠에는 셀카, 팁, 정보, 튜토리얼 및 성행위가 포함될 수 있다. OnlyFans 제작자는 매월 독점 계정에 대한 액세스 권한을 구매하는 구독자로부터 수익성 있는 이익을 얻다. 경험은 Pornhub, brazzers, xxxvideos 등에서 제공하는 콘텐츠와 같은 광범위한 청중과 개별 구독자를 위해 선별된다. OnlyFans는 제작자에게 더 강력하고 더 안전하게 성 작업을 수행하는 방법을 제어할 수 있는 방식으로 성매매를 변경했다. 성 노동에 집중하는 많은 OnlyFans 제작자는 게시 빈도가 높을수록 구독자가 더 많다고 보고했다. 게시물이 "명시적"인지 아닌지는 중요하지 않다. OnlyFans에서 성매매를 하는 몇몇 여성들은 직업 설명부터 가족 이름, 수술 시기까지 모든 것을 알고 있는 단골 고객이 있다. 이러한 제작자는 종종 구독자의 오르가즘에 대한 대가를 받고 도움을 줄 수 있지만 이러한 행위는 성매매으로 간주되지 않는다. OnlyFans 성 작업 계정 가입자는 어디에서나 무료로 포르노를 얻을 수 있으며 개인적인 필요에 맞는 서비스에 대해 비용을 지불하고 있다고 말했다. 이 가입자는 때때로 오르가즘을 달성하는 데 도움이 되는 온라인상의 중요한 다른 사람이 되도록 사람들에게 비용을 지불하고 있다.

## 감정노동
감정 노동은 다양한 유형의 성 노동을 포함하여 많은 서비스 직업에서 필수적인 부분이다. 감정 노동을 통해 성노동자들은 표면 연기와 심층 연기로 알려진 다양한 수준의 연기에 참여한다. 이 수준은 성노동자의 감정노동 참여를 반영한다. 표면 행동은 성노동자가 자신의 진정한 감정 경험과 관리된 감정 표현 사이의 부조화를 인식할 때 발생한다. 대조적으로 성노동자가 더 이상 진품과 연기를 구별할 수 없을 때 깊은 연기가 발생한다. 연기가 진정성이 된다.
성노동자들은 다양한 이유로 감정노동에 참여한다. 첫째, 성노동자들은 종종 젠더와 섹슈얼리티의 공연을 구성하기 위해 감정노동에 참여한다. 이러한 퍼포먼스는 주로 이성애 남성으로 구성된 고객의 욕구를 반영하는 경우가 많다. 대부분의 경우 내담자는 규범적으로 여성적이라고 인식하는 여성을 가치 있게 여긴다. 여성 성노동자에게 이러한 인식을 달성하려면 고객에 대한 존중과 남성다움의 확인을 포함하는 젠더와 섹슈얼리티의 수행과 전통적인 여성다움의 물리적 구현이 필요하다. 성 노동과 관련된 감정 노동은 인종 차이가 있을 때 더 중요할 수 있다. 예를 들어, 흑인 여성 지배자 인 Mistress Velvet은 가장 페티시화된 특성을 사용하여 자신을 광고한다. 그녀는 대부분 백인 이성애 남성인 그녀의 고객에게 세션 전에 흑인 페미니스트 이론을 읽게 한다. 이를 통해 내담자들은 백인 이성애 남성으로서 자신의 참여가 흑인 여성의 물신화에 기여하는 이유를 알 수 있다.
성 노동과 다른 유형의 노동 모두에서 감정 노동은 여성이 규범적 여성다움의 수행을 구성하는 데 감정 노동을 사용할 것으로 기대되는 반면 남성은 규범적 남성다움의 수행을 구성하는 데 사용할 것으로 기대된다는 점에서 젠더화된다. 두 경우 모두 이 노동이 금전적 이득을 극대화하고 잠재적으로 일자리를 유지하는 데 필요하기 때문에 이러한 기대는 종종 충족된다. 실제로 감정노동은 소득극대화를 위한 수단으로 활용되는 경우가 많다. 클라이언트에게 더 나은 경험을 제공하고 작업자를 보호하여 작업자가 최대의 이익을 얻을 수 있도록 한다.
또한 성노동자들은 종종 감정노동을 자기 보호 전략으로 삼아 때로는 감정적으로 변덕스러운 일과 거리를 둔다. 마지막으로, 내담자는 종종 성노동자와의 거래에서 인지된 진정성을 중요하게 생각한다. 따라서 성 노동자는 진정한 친밀감을 조성하려고 시도할 수 있다.

## 성노동자를 위한 보건의료

### 정신 보건의료
외상성 성 사건과 폭력으로 인해 성노동자들은 정신 건강 장애에 걸릴 위험이 더 높아진다. 성 노동에 종사하는 여성은 정신 건강 장애를 겪을 가능성이 더 높고 LGBTQ+ 커뮤니티를 포함한 소수 집단의 여성인 경우 그 가능성이 훨씬 더 크다. 2010년에 수행된 연구에 따르면 성 노동을 하는 여성은 PTSD(13%), 불안(33.7%) 및 우울증(24.4%)의 징후를 보일 가능성이 더 높다고 결론지었다. 성 노동에 종사하는 여성은 낙인, 보험에 대한 접근성 부족, 의료 전문가의 신뢰 부족 및 여성혐오로 인한 위험 증가에도 불구하고 정신 건강 관리를 받는 데 더 많은 장애물과 장벽을 경험한다. 2016년 캐나다에서 여성 성노동자들이 직면한 의료에 대한 제도화된 장벽을 조사한 연구가 수행되었다. 연구에 따르면 여성 성노동자의 약 70%가 의료에 대한 하나 이상의 제도적 장벽을 경험하고 있다. 이러한 제도적 장벽에는 긴 대기 시간, 제한된 운영 시간, 의료 제공자를 위한 편향된 치료 또는 차별이 포함된다.

### 1차 의료
성노동자들은 부정적인 낙인 때문에 건강 관리를 받을 가능성이 낮거나 건강 관리를 받을 자격이 있다. 성 노동에 종사하는 여성은 건강 관리 환경에서 불균형적으로 더 나쁜 대우를 받다. 성 노동에 종사하는 여성이 빈번한 STD/STI 검사 및 치료에 접근할 수 있는 것은 최소한의 필요이지만, 성노동자들이 다른 질병에 대한 정기적인 1차 진료에 대해 성노동자가 아닌 사람들과 동등하게 접근하는 것은 필수적이다. UNAIDS는 2010년 전 세계 성노동자들을 위한 접근 가능한 예방 서비스의 비율을 조사한 결과 51%가 접근할 수 없다고 결론지었다. 성노동자들이 의료 서비스를 받는 데 있어 또 다른 장애물은 많은 사람들이 의료 서비스를 받을 자격이 없는 필수 의료 서류에 자신의 직업을 공개할 수 없거나 공개할 의사가 없다는 것이다.
성노동자 인구는 공중보건 산업에서 HIV 감염 위험이 높은 인구로 표적이 되었다. 이 개념은 의료 자원에 대해 성노동자에게 마케팅 자료를 전략화하는 데 사용되지만 실제로는 성노동자에 대한 낙인과 차별을 가중시키고, 성매매을 수입원으로 합법화하고, 효과적인 의료 개입을 방해하고, 성 노동자가 되는 것은 질병의 위험 요소이다. 성노동자들 사이에서 HIV 예방을 우선시하고 성노동자들을 취약한 인구로 묘사하는 공중 보건 이니셔티브는 성노동자의 권리와 기능적 직업으로서의 성노동의 합법성을 흐리게 한다. "성노동자"라는 칭호 자체는 여성 성매매부를 더럽고 부도덕하고 병든 정체성과 연결시키는 의료 산업에 의해 협회를 깨뜨리려는 시도에서 도입되었다.

## 성별 차이
남성 및 여성 에스코트와의 인터뷰는 이러한 에스코트 경험의 성별 차이를 조명한다. 평균적으로 여성 에스코트는 남성보다 훨씬 더 많은 비용을 청구한다.  전통적인 여성 에스코트와 비교하여 틈새 시장의 여성은 더 낮은 요금을 청구했다. 그러나 남성 에스코트의 경우 이러한 요금 격차가 존재하지 않았다. 남성 에스코트는 게이 커뮤니티에서 광범위한 수용을 보고했다. 그들은 여성보다 직업을 공개할 가능성이 훨씬 더 높았다.  이러한 커뮤니티 수용은 많은 여성 성노동자들의 경험이 아닌 게이 커뮤니티에서 상당히 이례적인 일이다. 또한, 이성애 남성 매춘부는 이성애 여성 매춘부보다 고객의 대다수가 남성이기 때문에 필요에 따라 동성 고객을 접대할 가능성이 훨씬 더 높다. 일반적으로 여성이 남성보다 감정 노동에 참여하는 것에 대한 사회적 기대가 더 크다. 그렇지 않은 경우 더 큰 결과가 있다.

## 페미니스트 토론
성 노동에 대한 페미니스트 논쟁은 주로 음란물과 성매매에 초점을 맞춘다. 이러한 직업에 반대하는 페미니스트 주장은 이러한 유형의 노동이 본질적으로 여성을 비하하고, 여성의 성적 대상화를 영속화하고, 남성 우월성 을 영속시킨다는 개념에 근거하는 경향이 있다. 이에 대한 응답으로 성노동 지지자들은 이러한 주장이 여성 성노동자의 대리인을 부정하며 이 일에 참여하기로 선택하는 것이 힘을 실어줄 수 있다고 주장한다. 그들은 반성노동 페미니스트들의 관점이 여성의 섹슈얼리티 표현을 규제하기 위해 가부장제가 구축한 섹슈얼리티 개념에 근거한다고 주장한다. 사실, 성산업을 지지하는 많은 페미니스트들은 성노동을 범죄화하는 것이 여성과 그들의 성적 자율성에 더 많은 해를 끼친다고 주장한다. Touro Law Review 2014의 기사는 미국의 매춘부가 직면한 문제와 매춘 개혁의 필요성에 중점을 두고 있다. 여성은 무료로 섹스를 할 수 있지만 서비스에 대한 가치가 있는 것을 받으면 그 행위는 불법이 된다." 이것을 여성의 성적 자율성에 대한 공격으로 보는 사람들은 또한 미국에서 동성 결혼과 요구에 따른 낙태와 같은 자유주의 사회 정책에 대한 최근 공격에 대해 우려하고 있다. 소득 수단으로서의 노동이 가난하고 불리한 상황에서 공무원은 사회의 희생자들이 사용하는 "사적" 수단을 비난하기보다는 그렇게 하기로 선택한 사람들의 삶을 개선하는 사회 정책에 초점을 맞춰야 한다.

## 같이 보기
- 성매매